# Legislativbüro des Kabinetts

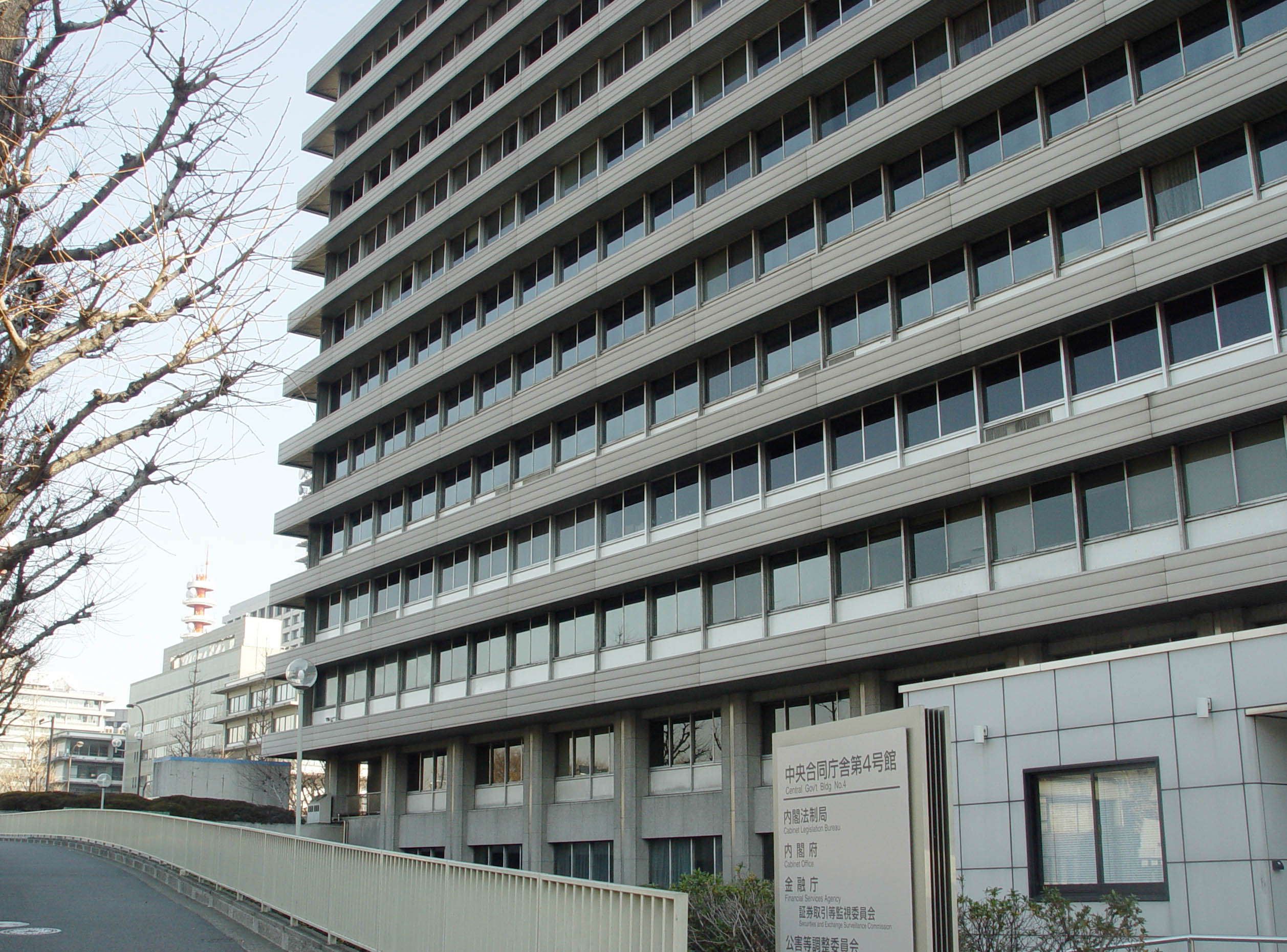
Der Sitz des Legislativbüros ist das Zentralregierungsgebäude Nr. 4 in Kasumigaseki, Chiyoda.

Das japanische Legislativbüro des Kabinetts (japanisch 内閣法制局 naikaku hōseikyoku) unterstützt den Premierminister und das Kabinett bei der Erarbeitung von Gesetzentwürfen und der Interpretation von Gesetzen bei ihrer Ausführung. Geleitet wird es von einem „Generaldirektor“ (engl. für chōkan), der vom Kabinett ernannt wird, aber selbst kein Staatsminister ist.
Das Legislativbüro gliedert sich in vier Abteilungen: Die erste Abteilung unterstützt die Ministerien bei der Gesetzesauslegung, die übrigen drei Abteilungen teilen sich Zuständigkeiten für verschiedene Ministerien, die sie bei der Vorbereitung und Überprüfung von Gesetzesentwürfen unterstützen.
Erstmals eingerichtet wurde das Legislativbüro 1875 mit der Errichtung des Daijōkan-Regierungssystems. 1880 wurde es als Abteilung in das Daijōkan eingegliedert, wo ab 1881 das Sanjiin (参事院) seine Aufgaben übernahm. Bei der Einführung der modernen Kabinettsstruktur 1885 wurde das Legislativbüro wieder als eigenständige Behörde eingerichtet.